# That’s All

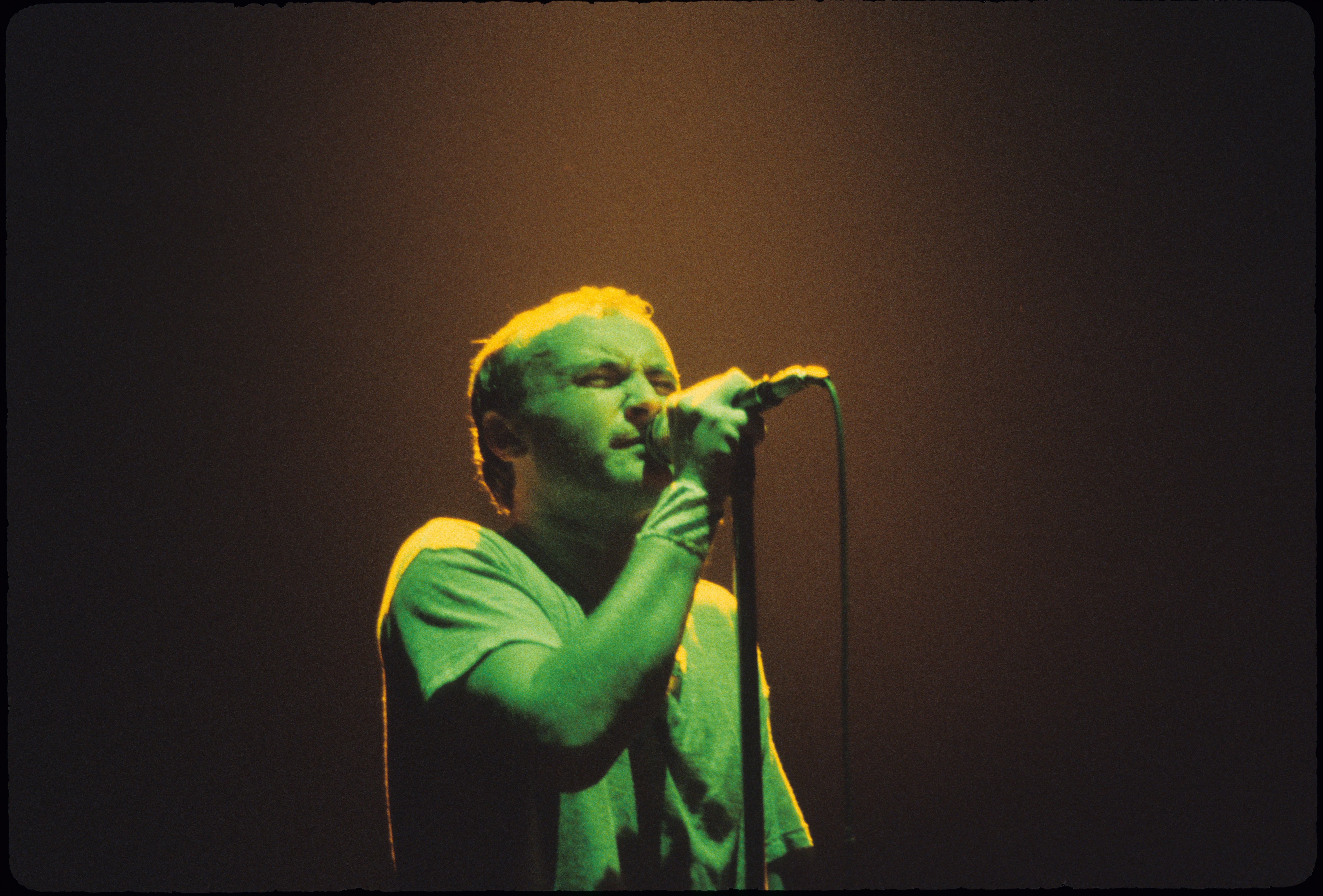
Phil Collins (1981)

That’s All ist ein Lied der britischen Rockband Genesis, das 1983 als zweite Single aus ihrem zwölften Album Genesis veröffentlicht wurde. Es ist eine Gruppenkomposition.

## Hintergrund und Aufnahme
Das Lied war als Versuch gedacht, einen einfachen Popsong mit einer Melodie im Stil der Beatles zu schreiben. Phil Collins sagte 1986 in einem Interview, dass der Song auch einen seiner Versuche eines „Ringo Starr Schlagzeugparts“ enthält.
Im Song beginnt Tony Banks, der das Hauptriff des Songs auf einem Yamaha CP-70 E-Piano spielt. Die anderen Keyboards, die in diesem Song verwendet werden, sind ein Sequential Circuits Prophet-10 für Orgel und ein Synclavier II für das Orgelsolo im Mittelteil. Die Coda geht in ein Gitarrensolo von Mike Rutherford über, während sich der Schlagzeugbeat intensiviert, als der Song ausklingt.

## Musikvideo
Das Video zeigt die Band als Obdachlose, die in einer stillgelegten Fabrik Schutz suchen. Sie singen das Lied, essen Suppe, spielen Karten und wärmen sich an einem offenen Feuer. Es war das erste Mal, dass Genesis den Regisseur Jim Yukich einsetzten, der bei den meisten ihrer künftigen Videos sowie bei vielen von Collins’ Solo-Videos Regie führen sollte.

## Besetzung
- Phil Collins – Gesang, Schlagzeug
- Tony Banks – Keyboards
- Mike Rutherford – E-Gitarre, Bassgitarre

## Rezensionen
Cashbox meinte, dass „eine leichte Produktion mit einem federnden Klavier- und Keyboardfundament für eine bewegende Melodie sorgt, obwohl es keine Bewegung in der beschriebenen Beziehung gibt“.

## Kommerzieller Erfolg

### Chartplatzierungen
That’s All erreichte unter anderem die Top 10 der US-amerikanischen Billboard Hot 100, damit avancierte das Lied zum ersten Top-10-Hit der Band in den Vereinigten Staaten.
| ChartsChartplatzierungen       | Höchstplatzierung | Wochen |
| ------------------------------ | ----------------- | ------ |
| Deutschland (GfK)              | 27 (13 Wo.)       | 13     |
| Österreich (Ö3)                | 19 (4 Wo.)        | 4      |
| Schweiz (IFPI)                 | 15 (9 Wo.)        | 9      |
| Vereinigte Staaten (Billboard) | 6 (20 Wo.)        | 20     |
| Vereinigtes Königreich (OCC)   | 16 (11 Wo.)       | 11     |

| ChartsJahrescharts (1984)      | Platzierung |
| ------------------------------ | ----------- |
| Vereinigte Staaten (Billboard) | 52          |

### Auszeichnungen für Musikverkäufe
| Land/Region                  | Auszeichnungen für Musikverkäufe (Land/Region, Auszeichnung, Verkäufe) | Verkäufe |
| ---------------------------- | ---------------------------------------------------------------------- | -------- |
| Vereinigtes Königreich (BPI) | Silber                                                                 | 200.000  |
| Insgesamt                    | 1× Silber ·                                                            | 200.000  |

Hauptartikel: Genesis (Band)/Auszeichnungen für Musikverkäufe